# Esmeralda (balett)

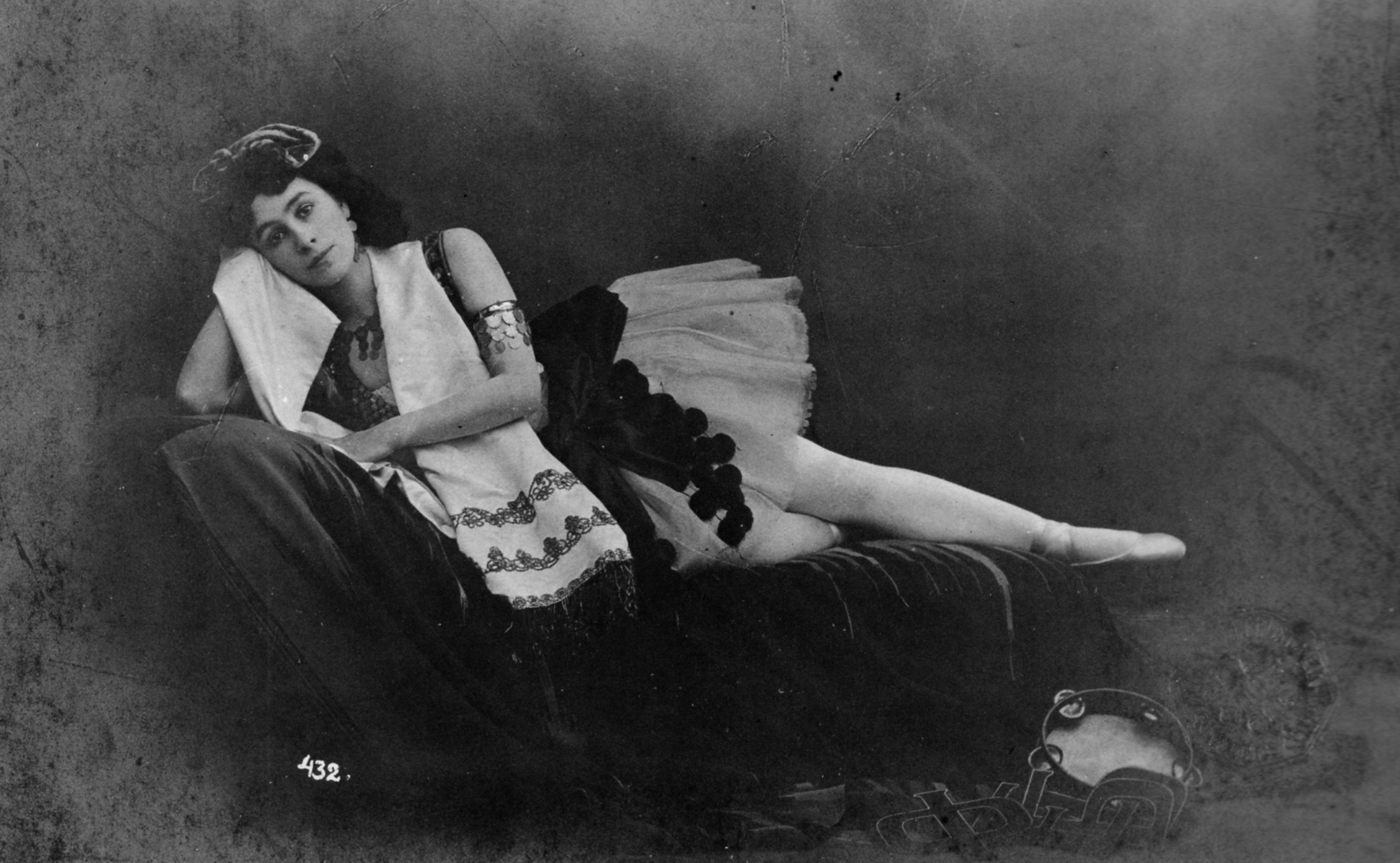
Esmeralda gestaltad av den ryska ballerinan Matilda Ksjesinskaja.

Esmeralda är en balett av Jules Perrot och Marius Petipa till musik av Cesare Pugni. Den hade urpremiär 1844.
Baletten bygger på Victor Hugos roman Ringaren i Notre Dame från 1831. Baletten handlar om Quasimodos hopplösa kärlek till den romska flickan Esmeralda och hur han offrar sitt liv för att rädda henne. (I boken dör Esmeralda före Quasimodo.)